# Bénazépril
Le bénazépril est un inhibiteur de l'enzyme de conversion de l'angiotensine (IEC). Il est prescrit dans les cas d'hypertension artérielle, d'insuffisance cardiaque et dans la prévention des complications rénales du diabète. Il inhibe la métabolisation de l'angiotensine I en angiotensine II. Cette protéine possède un puissant pouvoir vasoconstricteur sur les artérioles et dégrade la bradykinine vasodilatatrice. Ainsi une production diminuée d'angiotensine II donne lieu a une vasodilatation donc une diminution des résistances vasculaires périphériques (RVP) et par conséquent une baisse de la pression artérielle.